# Eastover (Carolina del Nord)
Eastover és una població dels Estats Units a l'estat de Carolina del Nord. Segons el cens del 2000 tenia 1.376 habitants.

## Demografia
Segons el cens del 2000, Eastover tenia 1.376 habitants, 566 habitatges i 386 famílies. La densitat de població era de 131,2 habitants per km².
Dels 566 habitatges en un 26,5% hi vivien nens de menys de 18 anys, en un 51,8% hi vivien parelles casades, en un 11,8% dones solteres, i en un 31,8% no eren unitats familiars. En el 28,3% dels habitatges hi vivien persones soles el 12,5% de les quals corresponia a persones de 65 anys o més que vivien soles. El nombre mitjà de persones vivint en cada habitatge era de 2,32 i el nombre mitjà de persones que vivien en cada família era de 2,83.
Per edats la població es repartia de la següent manera: un 21,1% tenia menys de 18 anys, un 6,9% entre 18 i 24, un 27,1% entre 25 i 44, un 27,1% de 45 a 60 i un 17,8% 65 anys o més.
L'edat mediana era de 42 anys. Per cada 100 dones de 18 o més anys hi havia 81,6 homes.
La renda mediana per habitatge era de 33.365 $ i la renda mediana per família de 48.625 $. Els homes tenien una renda mediana de 31.515 $ mentre que les dones 23.529 $. La renda per capita de la població era de 18.320 $. Entorn del 6,2% de les famílies i el 8,9% de la població estaven per davall del llindar de pobresa.

## Poblacions més properes
El següent diagrama mostra les poblacions més properes.